# ニッカ (仙台市)
ニッカ（ニッカ）は、宮城県仙台市青葉区の町丁。郵便番号は989-3433。住民基本台帳に基づく人口は0人、世帯数は0世帯（2025年1月1日現在）。丁目を持たない単独町名であり、住居表示は全域で未実施。全域がニッカウヰスキー宮城峡蒸溜所の敷地である。旧宮城郡宮城町ニッカ、仙台市ニッカ。

## 地理

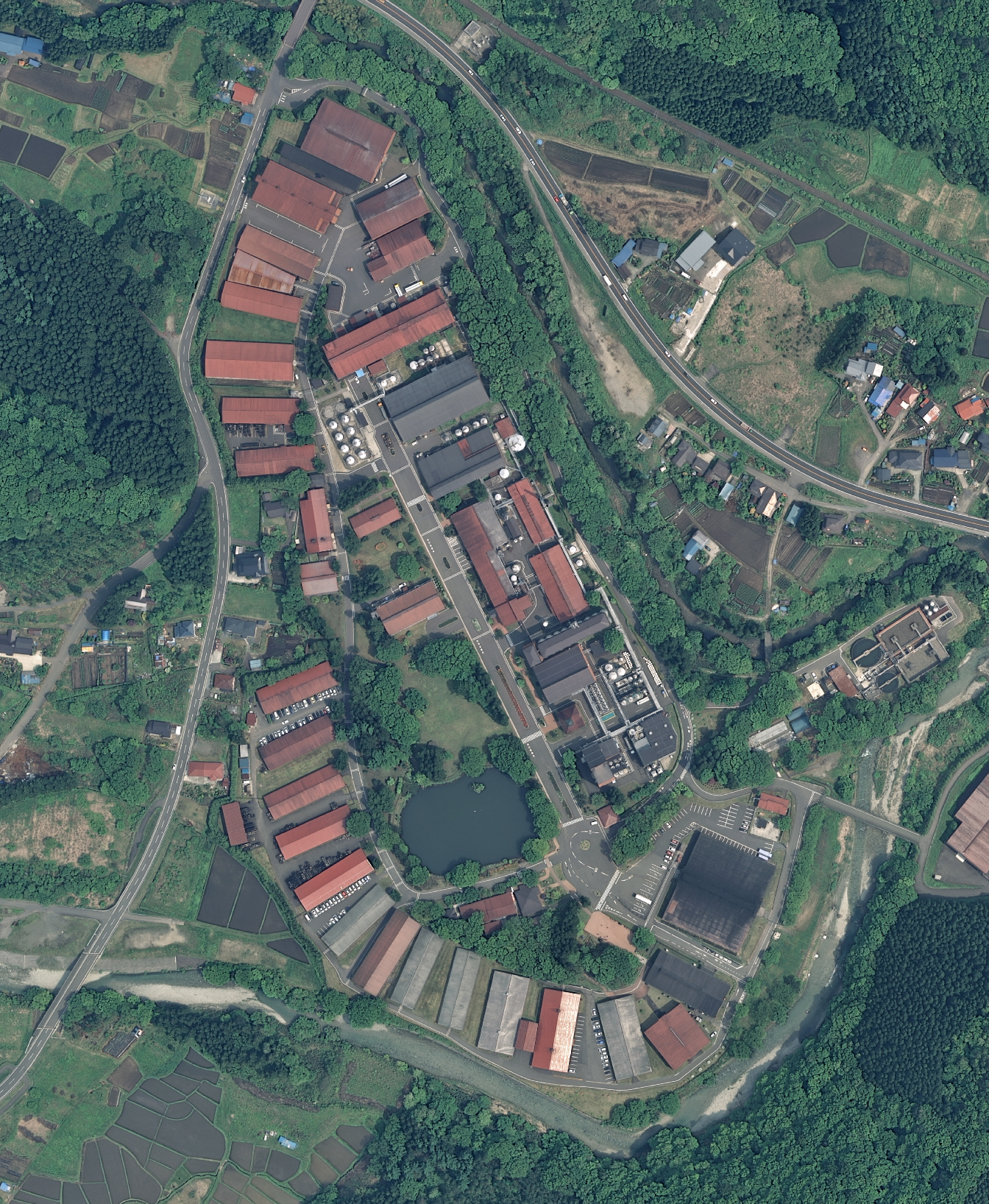
ニッカの航空写真（2008年5月22日）。画像左下から流れるのが新川川、画像左上から流れるのが広瀬川。

仙台市西部の作並地区に所在し、北側は作並と、南側は新川と接している。作並から流れる広瀬川と新川から流れる新川川の合流地点に位置し、二つの川が形成した谷底平野となっている。新川川は清流とされており水質がよく、両河川の温度差により靄がよく発生する場所である。これらの地理的条件はこの地に蒸溜所が建設される決め手となった（詳細は#歴史を参照）。
また、豪雪地帯対策特別措置法に基づき他の旧宮城町域の町字と同じく豪雪地帯に指定されている。一年を通じて霧や靄がかかり、冬の間は雪も多い土地柄であることも、ウイスキー造りに理想的な環境として蒸溜所が建設された理由とされている。
現在、番地はニッカ1番地とニッカ2番地が存在し、蒸溜所側がニッカ1番地、国道48号側の一部がニッカ2番地である。なお、ニッカ2番地は住宅地図等に表記されない。
- 河川：広瀬川・新川川
- 池：ニッカ池

### ニッカ池
宮城峡蒸溜所内に存在する池としてニッカ池が存在し、その中に島がある。工場の設計図に池は存在しなかったものの、工場内の道の建設のために砂利を掘ったところ雨水が溜まり、次第に水かさが増し自然にできたとされている。後に新川川から水を引き、現在では錦鯉や新川川から拾われてきた川亀、余市蒸溜所のニッカ沼にいた白鳥などが棲息している。

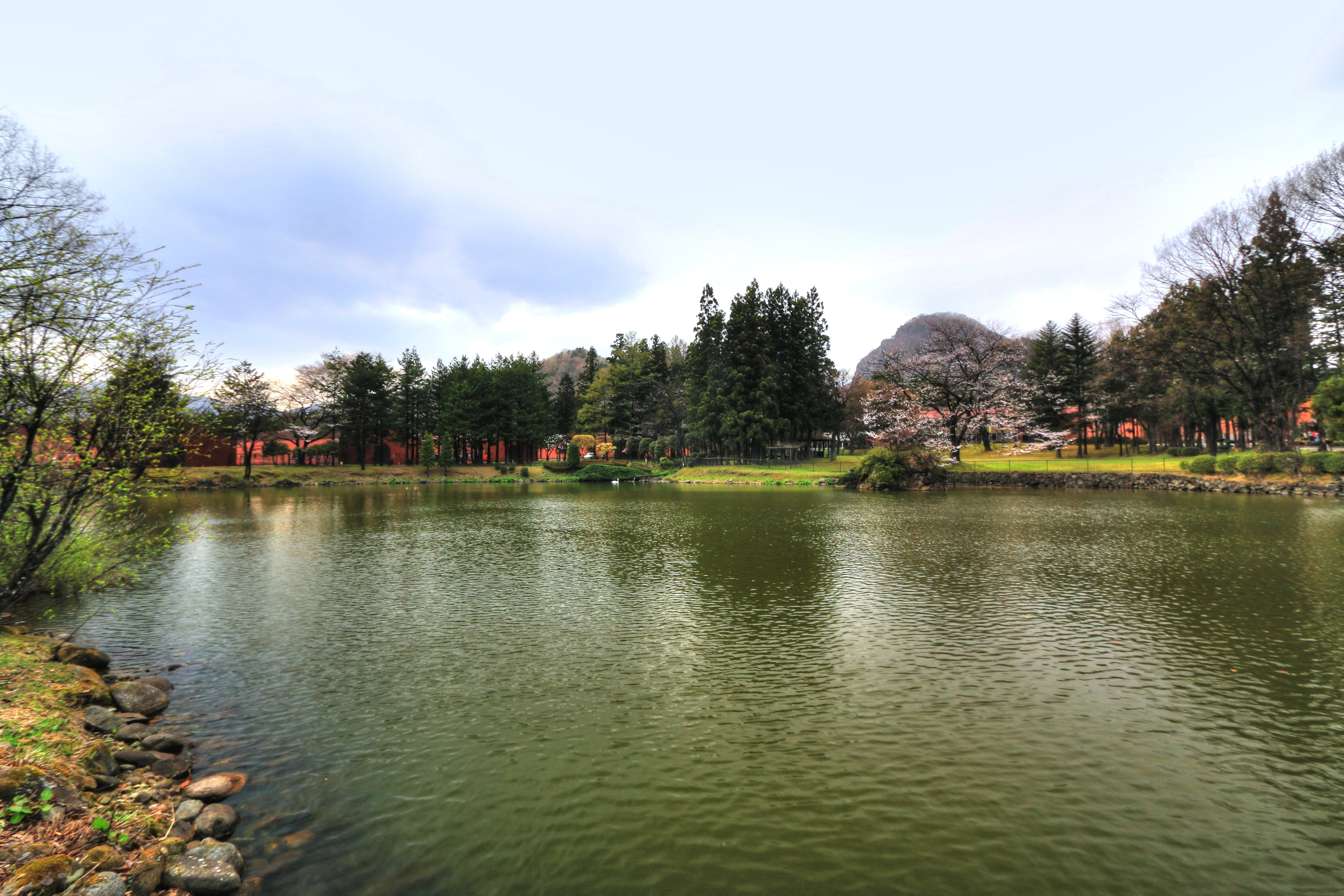
ニッカ池（2015年4月18日）

### ニッカ池に浮かぶ島
ニッカ池に浮かぶ島について、建設時に工場建設を請け負った間組から贈られた島とされている。正式名称はない。
建設当時、間組が「ニッカウヰスキー宮城峡蒸溜所の誕生を祝って何か贈り物をしたい」と聞いたことに対し、竹鶴政孝は「では新川の対岸にある、あの岩を池に置きたい。優れた技術を持つ間組なら運ぶことができるだろう」と答え、ニッカ池に島を作ることが約束された。
その後、建設委員長を務めていた竹鶴威に間組から「政孝社長にお約束していた岩を運ぼうとしたところ地中部分が深くて掘り起こせません。細かくして運ぶために発破をかけても構わないでしょうか」との話が伝えられ、それを伝え聞いた政孝は大笑いして承諾した。
岩は慎重に発破がかけられ、頑丈に組むために土を接着剤の代わりとして使用し再び組み上げた。また、その時島に松が植えられた。
当時この岩の移設費用は100万円と伝えられていた。しかし、実際は600万円の費用を要していたことが当時の関係者から語られている。また、ニッカ池に移設された岩の残りは現在も新川川の河原に残っている（宮城峡蒸溜所建設決定の地記念碑付近・北緯38度18分27秒 東経140度39分10秒 / 北緯38.307406度 東経140.652789度）。

### 地名の由来
地名はニッカウヰスキーが当地に建設されたことによる。建設当時、企業誘致を積極的に進めていた高橋進太郎宮城県知事と庄子長吉宮城町長、竹鶴政孝の三者で行われた会談の際に、「ニッカの宮城県進出を記念して何かプレゼントしたい」との申し出が高橋からあった。これに対し竹鶴は「それならば番地名をニッカに」と答え、庄子は近隣の住民感情へ配慮しつつ条例を改正し、町丁としてのニッカを新たに制定した。
大字新川（ニッカワ）および新川川とは一切関係なく、偶然の一致である。新工場建設の発表前に竹鶴が地元住民に川の名前を尋ねたところ、「ニッカワ」と答えられ、「なぜ（企業秘密を）知ってるんだ？」と驚いたという逸話が残っている。

## 歴史

### 蒸溜所建設以前

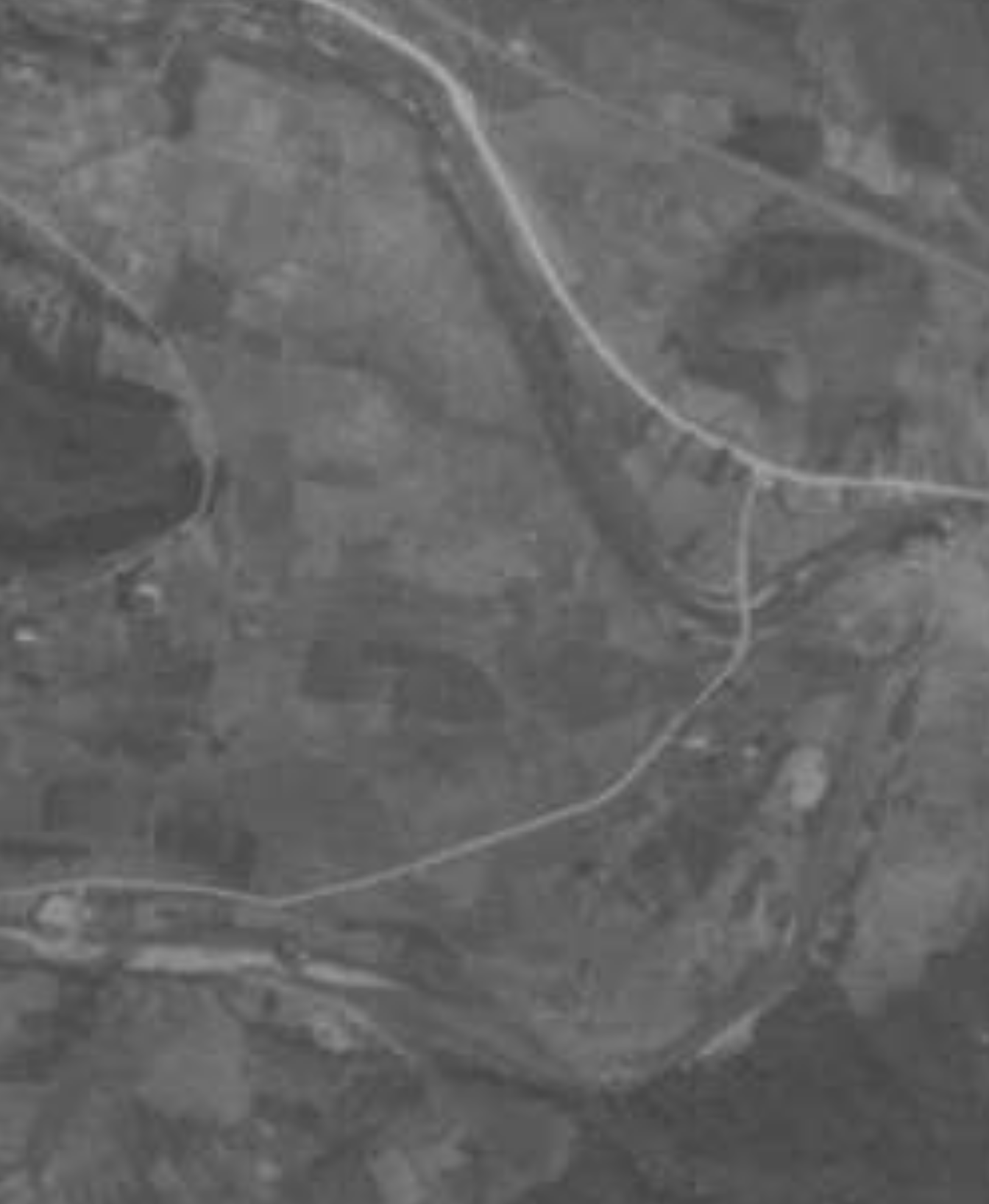
ニッカの航空写真（1956年5月10日）。当時は荒地だった。

ニッカウヰスキー宮城峡蒸溜所が建設される以前は宮城郡宮城町大字作並字戸崎原上の一部であり、熊笹が茂り、サワシバや山栗が生えている荒地であった。

### 蒸溜所建設

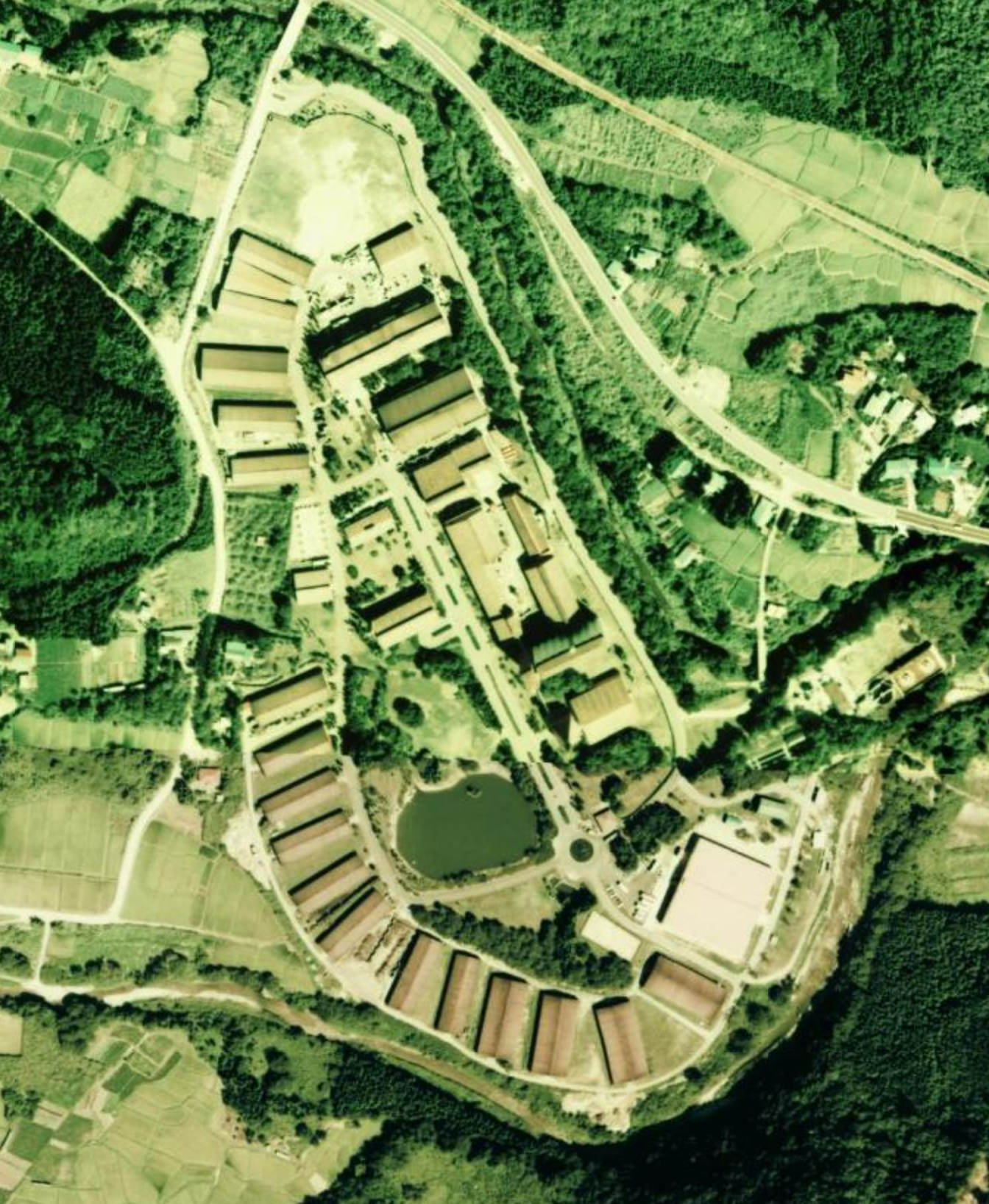
ニッカの航空写真（1975年9月11日）

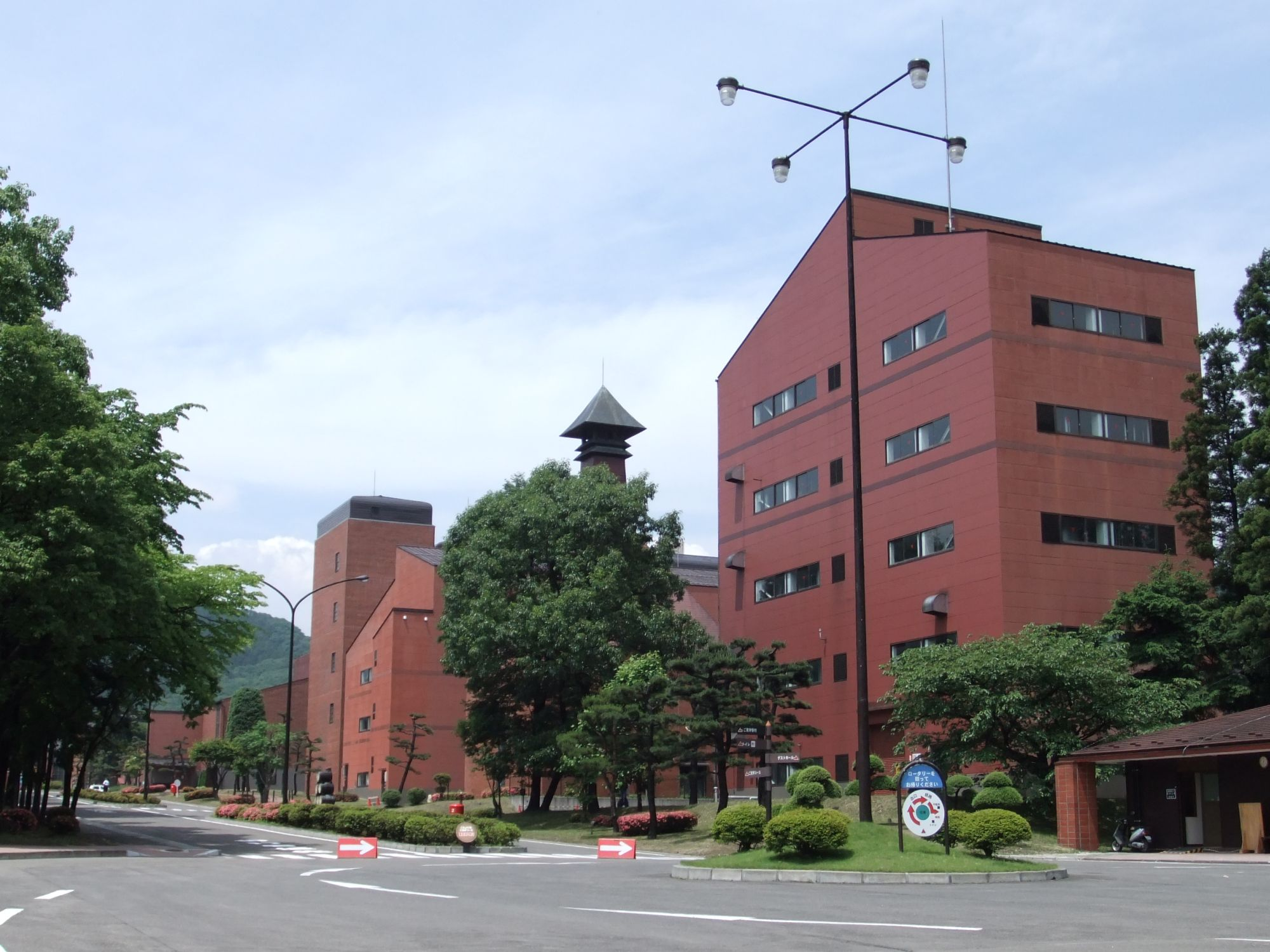
宮城峡蒸溜所

1967年（昭和42年）、当時のニッカウヰスキー北海道工場長・竹鶴威は、「2ヵ所以上の違った土地でできるウイスキーをブレンドすることが理想である」とのニッカウヰスキー創業者・竹鶴政孝の命を受け、宮城県や岩手県各地の川を沿い適地を探していた。
その後、広瀬川と新川川の合流点である現在のニッカに辿り着き、竹鶴威は川の水を飲みこの地に建設することを確信した。同年5月12日、竹鶴政孝がこの地を訪れ、新川川の水でブラックニッカの水割りを作って飲んだ。川の水を飲んだ竹鶴政孝は、「実に素晴らしい水だ。ここに決めよう！」と言い、余市蒸溜所に次ぐ第二の蒸溜所の建設を決めた。
工事が進められる中で、砂利採取業者が上流で川底を掘り進め新川川が濁る問題が発生したものの、当時のニッカウヰスキー社員が砂利採取業務主任者の資格を取得し、それに感心した業者側が砂利採取を中止し問題は解決した。
竹鶴政孝が現在のニッカに蒸溜所建設を決めた2年後の1969年（昭和44年）、工場は竣工し操業を開始した。同年6月、大字作並字戸崎原上の一部をニッカに変更し、これに伴いニッカ1番地・ニッカ2番地が誕生した。

### 年表
- 1967年（昭和42年）
  - ニッカウヰスキー北海道工場長である竹鶴威が当地を訪れる。
  - 5月12日 - ニッカウヰスキー創業者である竹鶴政孝が当地を訪れ、宮城峡蒸溜所の建設を決定する[10]。
- 1968年（昭和43年）3月31日 - ニッカ橋が竣工する。
- 1969年（昭和44年）
  - 5月10日 - 宮城峡蒸溜所が竣工し、竣工式が行われる[10]。
  - 6月 - 大字作並字戸崎原上の一部をニッカとして分離し、宮城郡宮城町ニッカが誕生する。
- 1987年（昭和62年）11月1日 - 宮城町が仙台市に編入されたことに伴い、住所が仙台市ニッカになる。
- 1989年（平成元年）4月1日 - 仙台市が政令指定都市に指定されたことにより、住所が仙台市青葉区ニッカになる。

### 町名の変遷
町名の変遷は以下の通りとなる。
| 実施後 | 実施年月日 | 実施前（各町名ともその一部） | 実施前（各町名ともその一部） |
| ------ | ---------- | ---------------------------- | ---------------------------- |
| ニッカ | 1969年6月  | 大字作並                     | 字戸崎原上                   |

## 世帯数と人口
2025年（令和7年）1月1日現在の世帯数と人口は以下の通りである。
| 町丁   | 世帯  | 人口 |
| ------ | ----- | ---- |
| ニッカ | 0世帯 | 0人  |
| 計     | 0世帯 | 0人  |

## 小・中学校の学区
小・中学校の学区は以下の通りとなる。
| 町丁   | 丁目 | 小学校       | 中学校     |
| ------ | ---- | ------------ | ---------- |
| ニッカ | 全域 | 上愛子小学校 | 広陵中学校 |

## 施設

### 企業・店舗など
- ニッカウヰスキー 宮城峡蒸溜所（ニッカ1番地）
- 株式会社仙台ニッカサービス（ニッカ1番地）

## 交通

### 鉄道

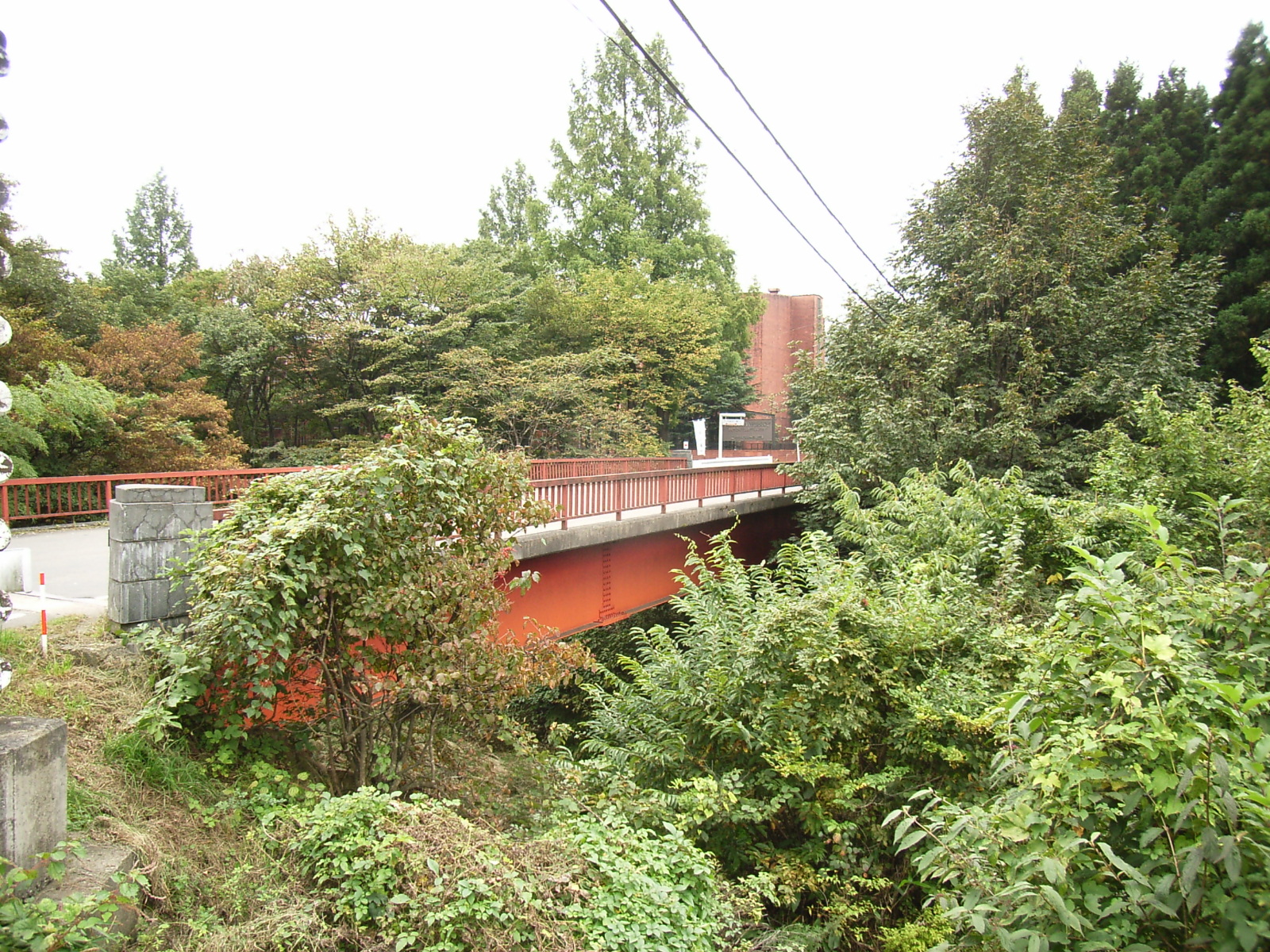
ニッカ橋

- 地区内に鉄道は通っていない。最寄り駅はJR仙山線の作並駅。2014年（平成26年）までは西仙台ハイランド駅[注 1]。

### バス
- 地区内にバスは通っていない。最寄りバス停は仙台市営バスのニッカ橋もしくは作並川崎。
  - 2021年（令和3年）まではニッカ橋の仙台市営バス八ツ森線用のバス乗り場が地区内に置かれていたものの、路線廃止により国道48号側の乗り場のみになった。

この他、宮城峡蒸溜所のシャトルバス、「八ツ森号」（新川地区地域交通）を利用しアクセスすることができる。

### 橋梁
- ニッカ橋

### 道路
- 地区内に一般県道・一般国道は通っていない。